# جيمس ديفر
جيمس ديفر هو سياسي كندي، ولد في 2 مايو 1825 في مقاطعة دونيجال في جمهورية أيرلندا، وتوفي في 7 مايو 1904. انتخب عضو مجلس الشيوخ الكندي ‏.